# Crinum kirkii
Crinum kirkii es una planta herbácea perteneciente a la familia de las amarilidáceas. Es originaria de África. 

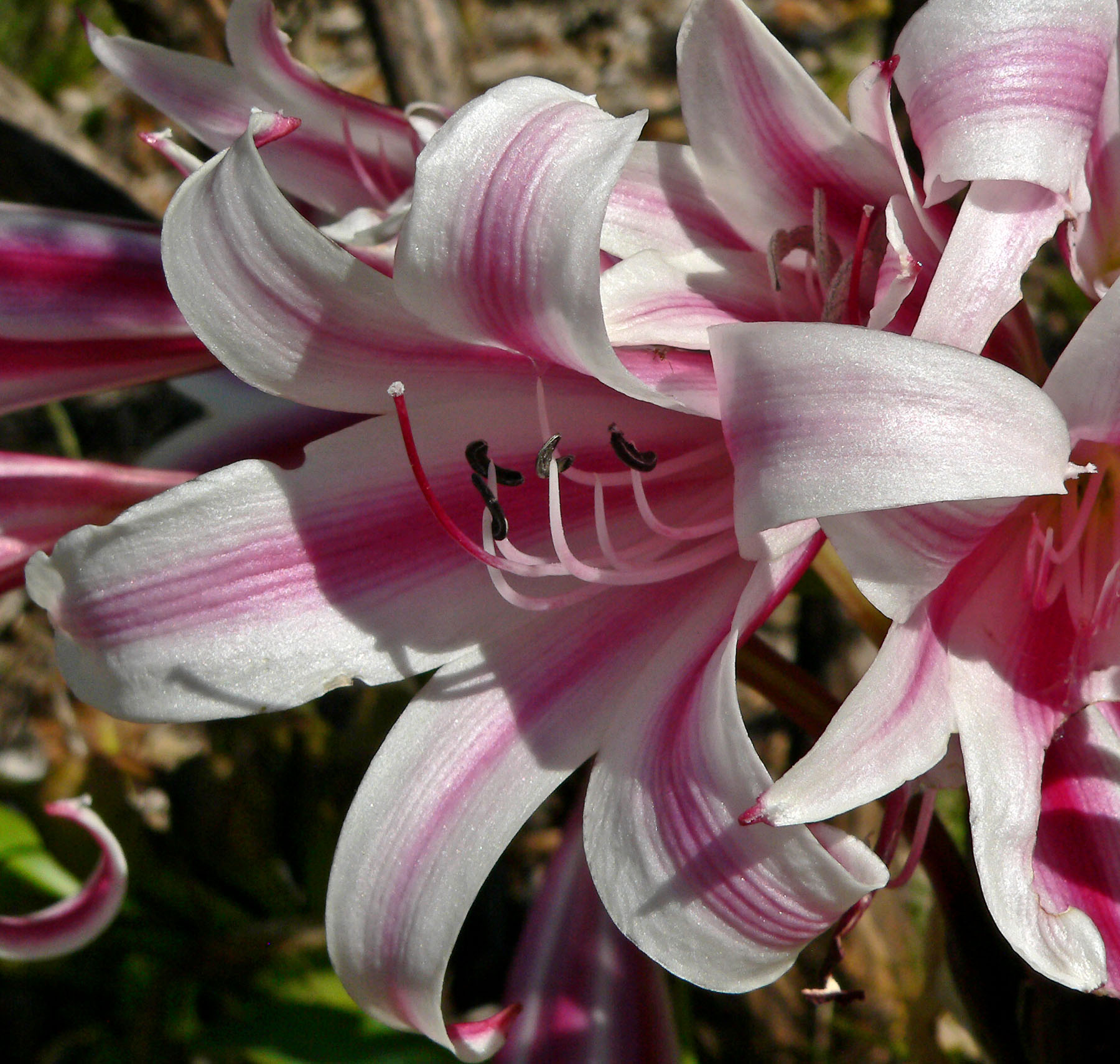
Vista de la flor

## Descripción
Es una planta herbácea con un bulbo globoso, de 15 a 20 cm de diámetro. Produce una docena o más de bulbos, curvados cerca de la base, delgados, de color verde brillante. Pedúnculos robustos, comprimido, con inflorescencias con 12-15 flores en forma de una umbela. 

## Distribución
Se encuentra en Mozambique, Zanzíbar y cerca de Mombasa.

## Taxonomía
Crinum kirkii fue descrita por el botánico inglés, John Gilbert Baker y publicado en Botanical Magazine 106, t. 6312, en el año 1880.
Etimología
Crinum: nombre genérico que deriva del griego: krinon = "un lirio".
kirkii: epíteto otorgado en honor del botánico Thomas Kirk.
Sinonimia
- Crinum kirkii var. reductum Baker
- Brunsvigia massaiana L.Linden & Rodigas
- Crinum massaianum (L.Linden & Rodigas) N.E.Br. (1888)
- Crinum zeylanicum auct. (1767)
- Crinum vassei Bois
- Crinum zeylanicum var. reductum Baker[5]

Híbrido
- Crinum × kircape O.E.Orpet